# ぐるっと川島巡回バス
ぐるっと川島巡回バス（ぐるっとかわじまじゅんかいバス）は、埼玉県比企郡川島町でかつて運行されていたコミュニティバスである。
川島町ではなく、社会福祉法人川島町社会福祉協議会が運行主体となり、町内に本社を置く貸切バス事業者の川島自動車株式会社へ運行業務を委託していた。全4コースを隔日で運行し、運賃は無料であった。
2016年（平成28年）6月から運行内容が再編され、町民限定の予約制バス（デマンドバス）へ移行した上で「やすらぎの郷」無料送迎バスとしての運行へ変更された。

## 概要
埼玉県のほぼ中央に位置する川島町では、町内に鉄道駅が存在しないため、路線バスが重要な公共交通機関となっている。町内には東武バスウエストの一般路線バス4路線（当時）が運行されており、町から一般路線バス運行費の補助金支出はしていなかった。
東武バスウエストの一般路線バス以外に、川島町社会福祉協議会（以下「社協」と略）の老人福祉センター「やすらぎの郷」への送迎を目的として、運賃無料の巡回福祉バス「ぐるっと川島巡回バス」が4コースを運行していた。町から社協へ老人福祉センター管理運営委託料の一部として、巡回バスの運行費用600万円を支出していた。
巡回バスのルートは町内の人口分布をほぼカバーする経路に設定されていた。全4コースを隔日で運行し、火・木・土曜はAコース（中山・伊草方面）、Bコース（三保谷・小見野方面）、水・金・日曜はCコース（出丸・八ツ保方面）、Dコース（中山・伊草方面）を運行していた。各コースとも一日3便の運行であった。車両1台による4コースの運行に加え、団体送迎への対応も行っていた。

### 運休日
以下の日は全便運休となっていた。
- 国民の祝日
- 月曜日（国民の祝日にあたる日は翌日も運休）
- 第3日曜日
- 年末年始（12月29日 - 1月3日）
- 老人福祉センター「やすらぎの郷」臨時休館日

### バス利用促進への模索
埼玉県内の他の自治体と同様に、川島町内でもモータリゼーションが進んでおり、国勢調査や東京都市圏パーソントリップ調査の結果によれば、町内の移動手段全体から見たバス利用は数%に満たず、鉄道とバスの併用でも10%に達しないという状況であった。
町による町民アンケートの結果によれば、一般路線バスおよび巡回バスを利用しない理由として、一般路線バスでは「便数が少ない」「運賃が高い」「乗りたい時間帯に運行していない」「自宅からバス停が遠い」の順に上位であった（「乗りたい時間帯に運行していない」が上位を占めた理由は、巡回バスに関するアンケートであったため、一般路線バスの運行時間が朝夕のラッシュ時に偏り、平日昼間の便数が少なくなっていたことが推測される）。
これに対し、巡回バスでは「バスに関する情報が少ない」が圧倒的な上位を占めていたことが特筆される（これは町民への巡回バスに関する情報の周知が行き届いていなかったことが推測される）。次いで「目的地へ行く路線がない」「鉄道との接続が悪い」「便数が少ない」の順に上位を占めた。これらの理由が改善した場合は「路線バス・巡回バスを利用したい」と回答した町民がいずれも半数を超え、潜在的なバス利用のニーズがあることが示された。また自家用車や自転車で行く目的地として、ベイシアやカインズなどの商業施設をはじめ町内を挙げた回答が多く、これらの町内移動がバスで代替できる可能性も示された。
ただし巡回バスについては、専用車両が1台しかないことで増便が難しい状況にあった。このため2012年の町の地域交通対策においては、増車や中型車の導入、定時定路線化による増便、100円バスとして運賃有料化するなどの案も検討された。また通勤通学者と高齢者の双方のニーズに対応するため、朝夕は定時定路線、日中はデマンド方式を組み合わせるなどの案も検討された。しかしこれらの案はいずれも実現することはなく、2016年度には予約制無料送迎バスへと移行することとなった。

## 運行受託事業者
- 川島自動車株式会社
  - 本社：埼玉県比企郡川島町大字上八ッ林412-1[6]
  - 埼玉県バス協会会員[6]。

## 路線
2011年度（平成23年度）時点。4コースとも、老人福祉センター「やすらぎの郷」を起終点とする循環路線である。各路線ごとにラインカラーが設定されている。
主要停留所のみ記載。バス停留所のうち、「○○バス停」という名称の停留所は東武バスウエストの停留所で、一般路線バスに乗り換えることができる。「役場」は川島町役場、「カインズ」は「カインズ川島インター店（カインズスーパーモール川島）」、「ベイシア」は「ベイシアフードセンター川島インター店」、「ウエルシア上伊草店」は「ウエルシア川島上伊草店」である。

### Aコース（中山・伊草方面）
ラインカラーは「あおみどり色」。
- やすらぎの郷 - コミュニティセンター - 平成の森公園 - 役場 - JA埼玉中央中山支店 - 八幡バス停 - カインズ - ベイシア - ウエルシア上伊草店 - やすらぎの郷

### Bコース（三保谷・小見野方面）
ラインカラーは「あお色」。
- やすらぎの郷 - コミュニティセンター - 上八ツ林バス停 - JA埼玉中央川島基幹支店 - カインズ - ベイシア - 役場 - やすらぎの郷

### Cコース（出丸・八ツ保方面）
ラインカラーは「あかむらさき色」。
- やすらぎの郷 - 平成の森公園 - コミュニティセンター - カインズ - ベイシア - 役場 - JA埼玉中央出丸倉庫 - やすらぎの郷

### Dコース（中山・伊草方面）
ラインカラーは「だいだい色」。
- やすらぎの郷 - コミュニティセンター - 上八ツ林 - ローソン戸守店 - 八幡バス停 - ウエルシア上伊草店 - カインズ - ベイシア - 役場 - やすらぎの郷

## 車両
専用車両として、28人乗りの小型バス1台を使用していた。

## 「町バス（リレーバス／町民バス）」のテスト運行
2013年12月21日から2014年12月20日までは「町バス（リレーバス／町民バス）」のテスト運行も行われた。「町バス」の車両は20人乗りのマイクロバスを各1台使用した。